# Румен Денев
Румен Денев е български поет и редактор на литературно списание.

## Биография
Роден е на 21 април 1958 г. в Казанлък. За първи път публикува стихотворения през 1973 г. в казанлъшкия вестник „Искра“. Следвал е българска филология в Пловдивския университет „Паисий Хилендарски“ (1978 – 1979) и в Литературния институт „Максим Горки“ (Москва). Участва в семинара по поезия с творчески ръководител поета Лев Ошанин. Магистър по библиотечно-информационни технологии в Софийския университет „Св. Климент Охридски“.
Главен редактор на списанието за литература и изкуство „Кула“ – издание на Община Казанлък.
Член на Съюза на българските писатели.

## Награди
Първата му стихосбирка „Животът на дъжда“ (1986) през 1987 г. му носи националната награда „Южна пролет“ – Хасково за дебют в поезията.
Носител е (заедно с Боян Ангелов) на Националната награда за патриотична поезия „Иван Нивянин“ в Борован (2014)
Съпътсваща награда в конкурса „Христо Фотев“ – Бургас през 2020 г. за книгата „Вокалното стихосложение“.

## Произведения
- „Животът на дъжда“, Издателство „Народна младеж“, София, 1986
- „Вечният мир“, Издателство „Ирита принт“, Казанлък, 1990
- „Последно“, ИК „Захарий Стоянов“, София, 1999
- „Звукописи“, ИК „Захарий Стоянов“, София, 2001
- „Стихотворения“, ИК „Захарий Стоянов“, София, 2005
- „Посоки на погледа“, ИК „Захарий Стоянов“, София, 2006
- „Люлка на вселената“, ИК „Захарий Стоянов“, София, 2011
- „Град България“ (есета), ИК „Захарий Стоянов“, София, 2012
- „Назад към човечеството“ (есета), ИК „Захарий Стоянов“, София, 2014
- „Подражание на псалтира“, ИК „Захарий Стоянов“, София, 2014
- „Математическа поема“ („Люлка на вселената“), Литературен кръг „Смисъл“, София, 2016
- „Белият гарван“ (есета), Литературен кръг „Смисъл“, София, 2018
- „Вокалното стихосложение“, Университетско издателство „Паисий Хилендарски“, Пловдив, 2019
- "Бреговете на Бохемия", роман, Издателство "АКВАРИУС", София, 2024